# Francesco Canonici
Francesco Canonici, detto Mascambruno (Apiro, 1609 – Roma, 1652), è stato un funzionario italiano.
Sottodatario vaticano, probabilmente amante di Olimpia Maidalchini, potente cognata del pontefice, falsificò con l'avallo di lei molti documenti per ottenere illecitamente la firma di papa Innocenzo X e perpetrare conseguenti ruberie e arricchimenti personali ai danni dell'Erario. 
Il cardinale Domenico Cecchini, Datario di Sua Santità e suo superiore diretto, scoprì le malefatte del Canonici e le denunciò direttamente al Papa che però, dietro le forti pressioni della cognata, non prese provvedimenti. Ne nacque uno scandalo pubblico, data l'alta considerazione di cui godeva il cardinal Cecchini nei confronti della Curia e del popolo romano.
Il cardinale Fabio Chigi, Segretario di Stato, fu costretto allora ad intervenire in prima persona e denunciò gli atti criminosi di Mascambruno direttamente ai Tribunali; di fronte all'intervento del Segretario di Stato nemmeno il Papa poté opporsi.
il Sottodatario fu perciò sospeso immediatamente dall'ufficio che ricopriva, incarcerato e successivamente processato e condannato a morte per tutti i crimini commessi. 
Venne giustiziato nel 1652, con il metodo della mazzolatura.
| Controllo di autorità | VIAF (EN) 6678151304670549460006 |